# GK80 (каска)

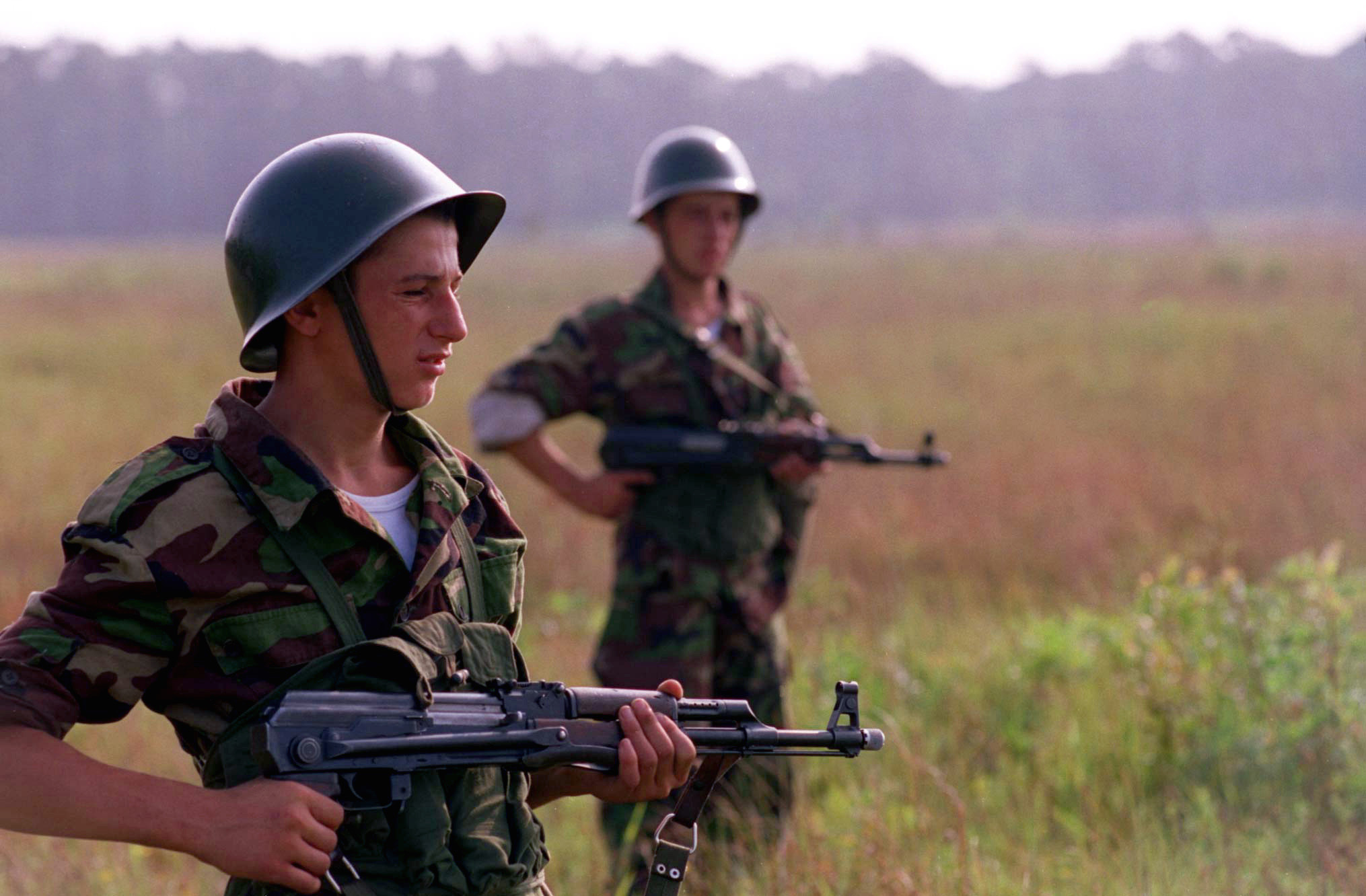
Албанские солдаты в касках GK80

GK80 (Китайский: GK80钢盔) — китайская общевойсковая стальная каска.

## История
После неудачных попыток скопировать из некачественных материалов французские шлемы Адриана или немецкие M35, китайские армии исторически были оснащены разнообразными образцами шлемов немецкого, английского и американского производства.
Во время японо-китайской войны как китайские националистические войска, так и коммунисты активно использовали поставленные в рамках военной помощи в 1930-е немецкие штальхельмы. Широкое применение, в том числе и в ближайший послевоенный период, нашли так же японские шлемы тип 92, захваченные в боях или оставшиеся от капитулировавшей японской армии.
Шлем GK80 был разработан в конце 1960-х годов как замена советским шлемам СШ-40, поставки которых были прекращены после раскола между КНР и СССР. Изначально шлем обозначался как «Тип 69» и был выпущен в небольшом количестве для Народно-освободительной армии и при этом активно поставлялся дружественным Китаю странам, в первую очередь также Албании, так же разорвавшей отношения с Советским Союзом. Доработанный вариант шлема был переименован в GK80 и официально был принят в качестве стандартного боевого шлема НОАК в 1990 году. Этот шаг был частью программы модернизации НОАК сразу после анализа неудач и недостатков армии во время китайско-вьетнамской войны в 1979 году.
Шлем применялся до 1990-х, когда был заменён более современным QGF02.

## Описание
Внешне шлем имеет некоторое сходство с японским тип 32. Корпус простой и прямолинейный, с небольшим подъёмом вверх к идущему вперед необработанному ободу, заканчивающемуся козырьком. Хорошая глубина оболочки шлема позволяет закрыть большую часть головы. Форма шлема овальная, сужающаяся к передней части. Подшлемник в значительной степени напоминает таковой у американского шлема М1.
Выпускалось несколько вариантов шлемов, различия между которыми были незначительными. В первую очередь, различия были в контуре ободков шлемов (обнаружено до пяти вариантов) заключавшихся в кривизне и глубине бортов. Китайцы классифицируют их как шлемы «маленькое ухо» и «большое ухо», в зависимости от того, больше или меньше они закрывают бока.

## Пользователи
- Китай
- Албания
- Танзания
- Мьянма — применяется про-китайской Объединённой армией государства Ва.
- Ливия